# Dongan-gu
Dongan-gu es un barrio de la ciudad de Anyang en Gyeonggi-do, Corea del Sur.

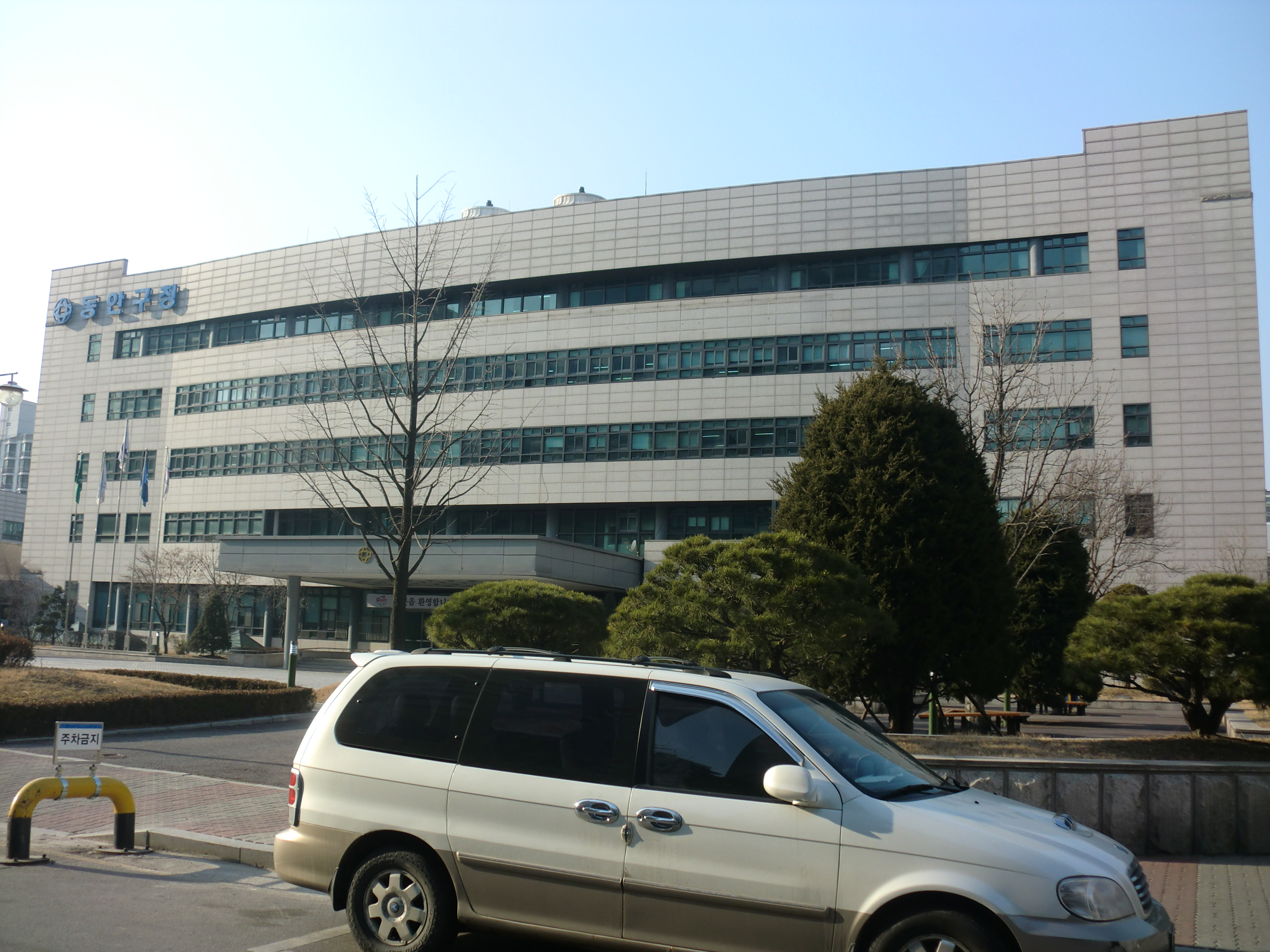
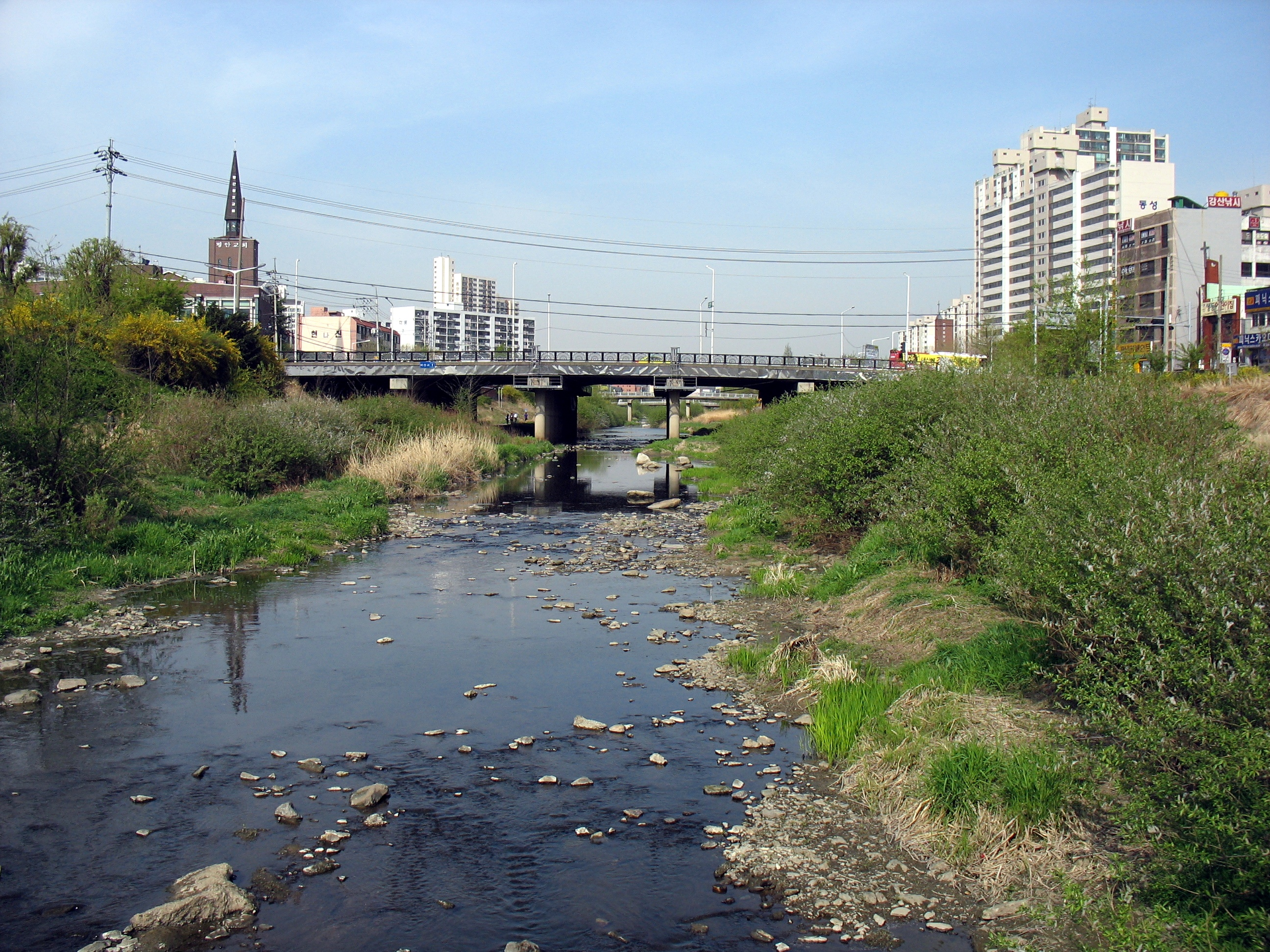
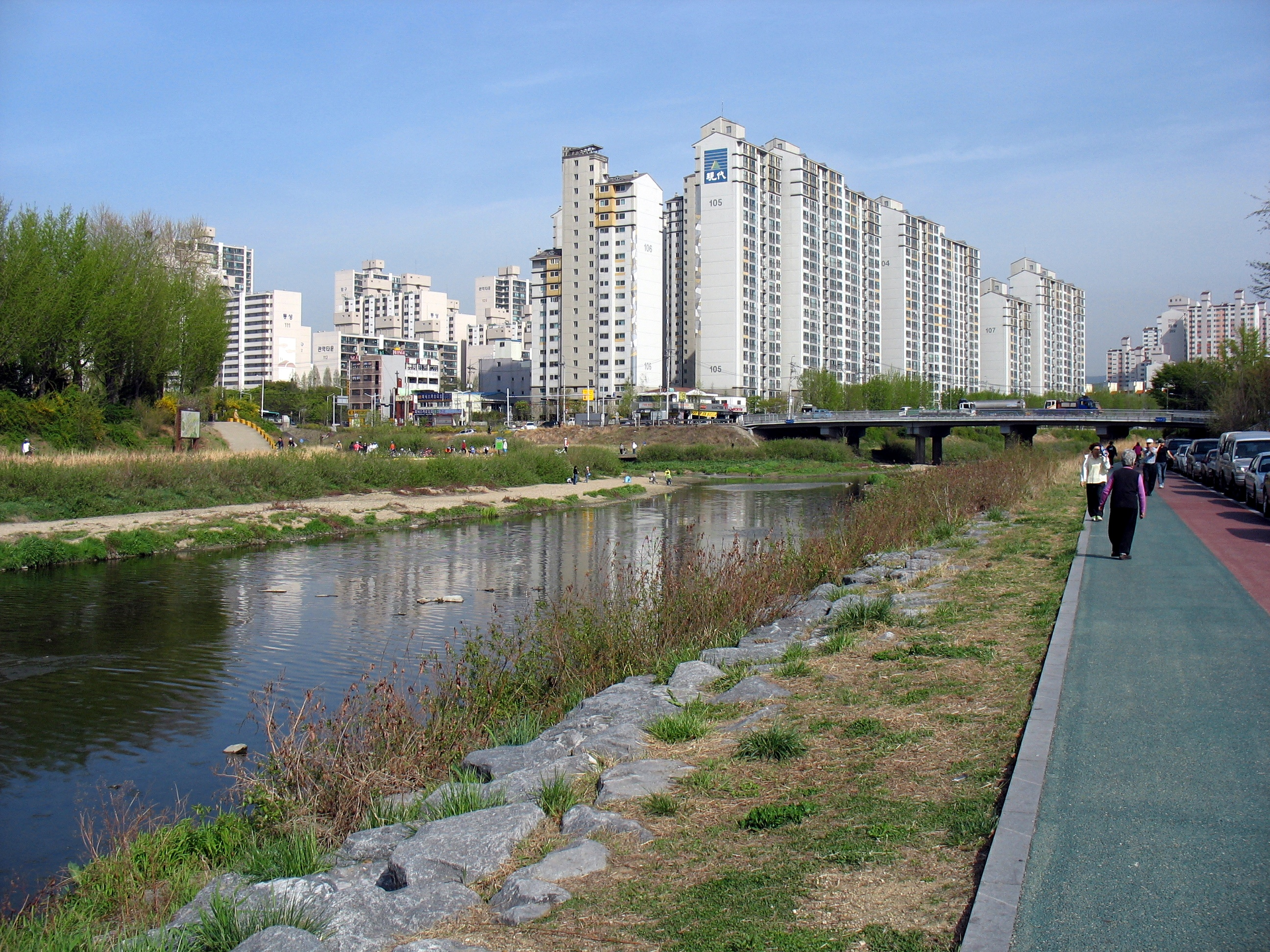

## Divisiones administrativas
- Bisan-dong
- Gwanyang-dong
- Pyeongchon-dong
- Hogye-dong